# Joseph Enakarhire
Joseph Enakahire, né le 6 novembre 1982 à Warri, est un footballeur nigérian. Il évolue au poste de défenseur central et mesure 1,84 m pour 76 kg. International nigérian.
En 2006, il rejoint les Girondins de Bordeaux en provenance du FK Dynamo Moscou pour remplacer le défenseur portugais Beto prêté par le club français. Après une saison en France, il n'est pas conservé par le club girondin à la suite d'une saison très moyenne. Il retourne donc au Dynamo Moscou mais n'est pas conservé. Il est transféré au club grec du Panathinaïkos pour la saison 2007-2008.
Entre 2004 et 2008, il est une des pièces indispensable de la défense de la sélection nigériane.
En juillet 2009, Enakarhire fait un essai non concluants au FC Metz. Il tente également sa chance dans le club danois du Odense Boldklub ainsi qu'au club allemand du FC Energie Cottbus, sans succès.
Fin juin 2012, après quatre années d'inactivité, Enakarhire signe au S.P. La Fiorita, pour lancer le club saint-marinais dans sa première campagne de Ligue Europa.
En mars 2013, Enakarhire est transféré chez le champion de Lettonie, le Daugava Daugavpils.

## Clubs
- avant 2001 : Enugu Rangers ( Nigeria)
- 2001-2004 : Standard de Liège ( Belgique) 88m/1b
- 2004-2005 : Sporting Portugal ( Portugal)
- 2005-2006 : Dynamo Moscou ( Russie)
- 2006-2007: Girondins de Bordeaux ( France)
- 2007-2008: Panathinaïkos ( Grèce)
- 2008-2012: sans club
- 2012-2013: S.P. La Fiorita ( Saint-Marin)
- 2013-...: Daugava Daugavpils ( Lettonie)

## Palmarès
- 2004-2005 : Finaliste de la Coupe de l'UEFA avec le Sporting Clube de Portugal.
- A disputé les Coupes d'Afrique des nations en 2004 et 2006
- 22 sélections et deux buts en équipe du Nigeria (à l'été 2007).